# 뮤파

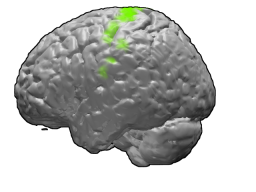
뮤파를 만들어내는 장소인 운동피질. 위 그림은 좌반구만 나타내고 있지만, 운동피질은 양측 반구에 모두 존재한다.

뮤파(Mu wave) 또는 뮤리듬(Mu rhythm)은 뇌파의 한 종류로, 수의적 운동을 제어하는 운동피질에 분포하는 피라미드 세포로부터 형성된 것으로 추정되는 규칙적인 전기 신호이다. 대략 7.5~12.5 Hz의 대역을 뮤파라 하는데, 9~11 Hz에서 신호의 세기가 가장 높다. 뇌전도(EEG), 뇌자도(MEG), 뇌피질전도(ECoG) 등으로 측정할 수 있다. 운동피질에서 발생하기 때문에 시각피질에서 주로 발생하는 알파파와는 다르게 양쪽 귀 사이에 위치한 밴드에서 주로 측정된다. 수의적 운동을 하지 않을 때 관찰되다가, 운동을 시작하면 뮤파의 진폭이 감소한다. 이를 두고 '비동기화'(desynchronization)라고 한다. 뮤파는 피험자가 수의적 운동을 시행할 때 뿐만 아니라, 다른 사람이 운동을 하는 모습을 보거나 운동에 대한 암시를 받았을 때에도 감소한다. 이를 두고 V. S. 라마찬드란을 필두로 거울 신경계가 존재한다고 보는 해석도 제기되었으나, 모두가 이에 동의하는 것은 아니다.
뮤파에 대한 연구는 여러 분야에서 이루어진다. 신경발달을 연구하는 사람들은 유아기와 소아기에서 뮤파가 어떻게 발생하는지, 또 학습에서 뮤파가 어떤 역할을 하는지에 대해 주목한다. 자폐 스펙트럼을 연구하는 학자들은 거울 신경계의 이상을 자폐의 원인 중 하나로 보고 있기 때문에, 거울 신경계와 유관한 것으로 보이는 뮤파를 연구한다. 뇌-컴퓨터 인터페이스(BCI) 연구에서도 뮤파를 사용한다. 이들은 뇌 신호로부터 사람의 의도를 정확히 해독하고 이를 구현하는 것을 목표로 한다.

## 거울 신경 세포
거울 신경계는 1990년대 마카크 원숭이에서 처음으로 연구된 종류의 신경 세포로 구성되어 있다. 연구에서는 원숭이들이 간단한 작업을 수행할 때, 그리고 같은 간단한 작업을 하고 있는 다른 원숭이들을 봤을 때 발화하는 신경 세포의 집단을 발견했다. 해당 결과는 이 신경 세포 집단들이 실제로 물리적인 움직임을 일으키지 않고, 다른 대상의 움직임을 매핑하는 역할을 한다는 것을 암시한다. 관찰한 동작이 관찰자가 그 동작을 수행할 때 관여하는 운동 영역에 거울에 비친 것처럼 투사되기 때문에 이들 신경 세포 집단을 거울 신경 세포라고 하며, 거울 신경 세포들은 거울 신경계를 형성한다. 거울 신경 세포가 발화하면 뮤파는 억제되는데, 이 현상 덕에 연구자들은 사람에서 거울 신경 세포의 활동에 대해 연구할 수 있다. 거울 신경 세포가 사람이 아닌 동물뿐만 아니라 사람에도 존재한다는 근거가 있다. 오른쪽 방추형이랑, 왼쪽 아래마루소엽, 오른쪽 앞마루겉질, 왼쪽 아래이마이랑이 특히 중요하다. 일부 연구자들은 뮤파 억제가 뇌 전체에서 거울 신경 세포가 활동하여 발생할 수 있으며, 거울 신경 세포 활동의 고차원적인 통합적 처리를 나타낸다고 생각한다. 원숭이(침습적 측정 기술을 이용)와 사람(EEG와 fMRI를 이용)을 모두 대상으로 한 연구에서는 거울 신경 세포가 기본적인 운동 작업뿐 아니라, 의도에 관하여 처리하는 요소도 가지고 있다는 것을 발견했다. 사람에서 거울 신경 세포가 중요한 역할을 한다는 근거가 있으며, 뮤파는 이러한 거울 신경 세포들의 높은 수준의 협동을 나타내는 것일 수 있다.

## 뇌 컴퓨터 인터페이스
뇌-컴퓨터 인터페이스(BCI)는 뇌와 외부 장치 사이의 직접적인 상호작용을 말한다. 생각한 바를 신체의 매개 없이 외부에 바로 작용하는 것을 도모한다는 점에서, 신체 장애를 극복할 수 있는 잠재력이 있는 기술로 평가된다. 사지마비나 심각한 수준의 근위축성 측삭경화증(ALS), 감금 증후군을 가진 사람들이 주요 수혜군이며, 생각만으로 전동 휠체어를 조종하거나 로봇팔을 조종하는 등의 방식으로 도움을 줄 수 있을 것으로 기대된다. 이들 중 실제로 장애인들이 직접 사용할 수 있는 상품은 아직 없지만, 실험실 내에서 다양한 기술이 개발되고 있다.
뮤파는 운동 BCI를 구현하기 위한 한 가지 표적이다. 운동 BCI를 개발하는 사람들은 운동을 하기 직전에 나타나는 ERD(event-related desynchronization)에 주목한다.

## 역사
뮤파는 1930년대부터 연구되어 왔으며, EEG에서의 파형이 크로케의 위켓을 닮았다는 이유로 위켓리듬(wicket rhythm)이라고 불리기도 했다. 1950년, 헨리 가스토(Henri Gastaut)와 그의 동료들은 뮤파의 비동기화가 대상이 활동적으로 움직일 때뿐만 아니라, 다른 누군가의 움직임을 관찰할 때도 일어난다고 보고했다. 이 결과는 이후 뇌전증 환자에서 경막하(subdural) 전극 그리드를 사용하여 수행한 연구를 포함한 여러 다른 연구팀들에 의해서도 확인되었다. 앞서 언급한 전극 그리드를 이용한 연구에서는 배우가 움직이는 신체 부위에 해당하는 피질의 몸신경계 영역의 신체 부위를 움직이는 것을 관찰할 때 뮤파 억제가 나타난다는 것을 밝혔다. 후속 연구들에서는 동작을 상상하거나 점광원을 이용한 생물학적 움직임을 수동적으로 볼 때도 뮤파가 비동기화될 수 있다는 것을 보였다.

## 같이 보기
- 델타파 – (0.5 – 4 Hz)[29]
- 세타파 – (4 – 7 Hz)
- 알파파 – (8 – 12 Hz)[30]
- 뮤파 – (8 – 13 Hz)[31]
- SMR파 – (12.5 – 15.5 Hz)[32]
  - 베타파 – (12.5 – 30 Hz)[33]
- 감마파 – (25 – 140 Hz)[34]